# Homenatge a Aragó
L'Homentage a Aragó (Hommage à Arago en francès) és una obra d'art públic consistent en una série de medallons escampats pel sòl de París, que estan tots alineats amb el meridià de París. Va ser dissenyat l'any 1994 en honor al científic i polític nord-català Francesc Aragó amb motiu del bicentenari del seu naixement.